# Фріц Пардун
Фріц Пардун (нім. Fritz Parduhn; 27 листопада 1918, Апен — 30 квітня 1945, Біскайська затока) — німецький офіцер-підводник, капітан-лейтенант крігсмаріне.

## Біографія
9 жовтня 1937 року вступив на флот. З травня 1940 по серпень 1941 року — офіцер служби озброєнь в 12-й флотилії мінних тральщиків. З березня 1943 року служив в 3-й флотилії блокадопроривачів. В травні 1943 року переданий в розпорядження коменданта ділянки Везермюнде. З серпня 1943 по лютий 1944 року пройшов курс підводника, в лютому-травні — курс командира підводного човна, в травні-липні — командирську практику на підводному човні U-682. З 8 серпня 1944 року — командир U-1107. 29 березня 1945 року вийшов у свій перший і останній похід. 30 квітня 1945 року U-1107 був потоплений в Біскайській затоці західніше Бреста (48°12′ пн. ш. 05°42′ зх. д.) торпедою американського бомбардувальника «Ліберейтор». Всі 37 членів екіпажу загинули.
Всього за час бойових дій потопив 2 кораблі загальною водотоннажністю 15 209 тонн.
| Дата           | Назва корабля      | Тип               | Тоннаж | Вантаж                                                              | Екіпаж | Загинули | Країна             | Конвой |
| -------------- | ------------------ | ----------------- | ------ | ------------------------------------------------------------------- | ------ | -------- | ------------------ | ------ |
| 18 квітня 1945 | Cyrus H. McCormick | Торговий пароплав | 7,181  | 6384 тонни кранів, інженерного обладнання, локомотивів і вантажівок | 53     | 6        | США                | HX-348 |
| 18 квітня 1945 | Empire Gold        | Паровий танкер    | 8,028  | 10 278 тонн моторного бензину                                       | 47     | 43       | Британська імперія | HX-348 |

- Кандидат в офіцери (9 жовтня 1937)
- Кадет служби озброєнь (28 червня 1938)
- Фенріх служби озброєнь (1 квітня 1939)
- Оберфенріх служби озброєнь (1 березня 1940)
- Лейтенант служби озброєнь (1 травня 1940)
- Оберлейтенант служби озброєнь (1 квітня 1942)
- Оберлейтенант-цур-зее (1943)
- Капітан-лейтенант (1 січня 1945)